# Булет де Камбре
Булет де Камбре (фр. Boulette de Cambrai) — французский свежий сыр из коровьего молока.
Сыр получил наименование в честь города Камбре, где был изобретен его рецепт.
Находится на 30 месте среди самых популярных сыров Франции.

## Изготовление
Булет де Камбре изготавливается вручную на севере Франции в городе Камбре в течение всего года. В измельчённый классический свежий сыр замешиваются эстрагон, петрушка, лук-резанец и ряд других трав. После чего смесь вручную формуется в конусообразные головки. В отличие от Булет-д’Авен сыр не выдерживается длительное время и подается свежим, поскольку при длительном вызревании его вкус становится горьким.

## Описание
Головки сыра имеют форму конуса с диаметром основания 7—8 сантиметров, высотой 10 сантиметров и весом 200—300 грамм. Корка у сыра отсутствует, поверхность слегка влажная, мякоть гладкая кремового цвета c творожистой текстурой и коричневыми и зелеными вкраплениями специй. Сыр отличается высоким содержанием влаги — порядка 77 %. Жирность сыра составляет 28 %.
Сыр обладает травянистым вкусом и лёгким молочным ароматом. Употребляется только в свежем виде, обычно в качестве пасты на хрустящий хлеб. Сочетается с красными винами с фруктовым вкусом, например Божоле, молодыми белыми винами и лёгкими розовыми винами.